# Estadio Mestalla
Estadio de Mestalla ili (službeno Mestalla, camp del València) je stadion nogometnog kluba Valencia. Kapacitet mu je 55,000 sjedećih mjesta, a peti je najveći stadion u Španjolskoj. U 2009., preselit će se na Nou Mestalla, stadion koji je trenutno u izgradnji, a nalazi se u sjeverozapadnom djelu grada.

## Povijest
Na dan 20. svibnja 1923. započelo je novo razdoblje momčadi kluba, kada su na novom stadionu igrali prijateljsku utakmicu Valencia i Levante UD. Bio je to početak novog doba koje je značilo zbogom, starom na, Algirósu, koji će uvijek ostati u sjećanju klubu Valencije i Valencijinih navijača, kao njihov prvi dom. A nova duga povijest, krenula je koracima na Mestalli, kada Valencijina momčad nije ni stanovala u Primera División. Nedugo zatim, ovaj stadion je mogao držati 17.000 gledatelja, i u to vrijeme klub je počeo pokazivati svoj potencijal u Regionalnom prvenstvu. Nekoliko godina kasnije ukupni kapacitet stadiona povećao se je na 25.000, prije nego što je teško stradao u građanskom ratu.
Mestalla je služila kao koncentracioni logor i kao bezvrijedno skladište. Nakon što je Valencijin stadion renoviran, Mestalla je vidjela prvi domaći trofej, točnije kup 1941., koji su osvojili nogometaši Valencije. Nakon što su sve prevladali, u tom desteljeću momčad je dobila novu podlogu travu, na redizajniranoj Mestalli, a momčad je osvojila tri naslova Lige i dva Kupa, s legendarnim 'napadačkim arsenalom', a to su: "Epi, Amadeo, Mundo, Asensi i Guillermo Gorostiza". Tih godina sportski uspjeh je služio i kao podrška za oporavak stadiona Mestalla. 
Tijekom desetljeća, pedesetih godina, Valencijin stadion su snašle najveće promjene u svojoj povijesti. To je rezultiralo, povećanjem kapaciteta stadiona na 45.500 gledatelja. No to je ostao san, koji je uništen nakon poplave, gdje je poplavljen cijeli grad, a uzrok je bio nabujala rijeka Turia, u listopadu 1957. godine. Ipak Mestalla se je nakon nekog vremena vratila u normalu, ali je dobila i neke nove preinake, kao što su umjetna svjetlost. Radovi su bili započeli tijekom, fešte Falles, 1959. To je bilo početak novog razdoblja i novih promjena za Mestallu. 
Tijekom šezdesetih godina, na stadion je zadržao isti izgled, dok se je urbani pogled oko njega brzo promijenio. Osim toga, Valencia postaje dominantna momčad u tom trenutku, u okviru velikih europskih značajka. Nottingham Forest je prvi europski klub koji je odigrao službenu utakmicu na Mestalli, s Valencijom. Susret je odigran 15. rujna, 1961. i on je bio prvi sukob, zlatnog doba punog europskih uspjeha, pojačan s dva Kupa velesajamskih gradova, 1962. i 1963. A, Mestalla je upravo ulazila u europska natjecanjima gdje je stadion odigrao vrlo važnu ulogu.
Od 1969., izraz "Anem a Mestalla" (Idemo na Mestallu), je bio čest izraz među navijačima, počeo je padati u zaborav. Razlog tome, je bila promjena imena, a to je značilo veliki danak koji je klub, odnosno predsjednik Valencije morao plaćati nekih četvrt stoljeća. 1994., predsjednik kluba, zatražio je da se ime stadiona natrag promijeni u Mestallu, što se je i dogodilo. Na početku sedamdesetih, lokalni ljudi su na stadionu Luis Casanova okružili trenera Alfreda di Stéfana, čiji su rezultati bili su osvajanjem Lige, jedno drugo mjesto i Ligi i dva finala Copa del Rey koja je izgubio s minimalnom razlikom. Osim toga, Valencija po prvi igral u Ligi prvaka i Kupu UEFA. U svim tim događajima, nakon svake utakmice u blizni stadiona, na aveniji Suecia Avenue radila se velika zabava.
U ljeto 1973., Mario Kempes je bio najbolji nogometaš na svijetu te je igrao za Valenciju. S, Valencijom je osvojio Copa del Rey, Kup pobjednika kupova i Europski superkup u uzastopnih nekoliko godina. 
Na Mestalli, 1925. godine održan se prvi susret, Španjolske nogometne reprezentacije. Mestalla je bila stadion za važne međunarodne utakmice, je na njoj održano nekoliko finala kupa, na njoj je stanovao i Levante UD, Španjolska nogometna reprezentacija i kao azil za momčadi Castellóna i Real Madrida u europskim natjecanjima.
| Valencia Club de Fútbol                                     | Valencia Club de Fútbol           |
| ----------------------------------------------------------- | --------------------------------- |
|                                                             |                                   |
| Igrači • Treneri • Statistika • Sezone • Trofeji • Povijest |                                   |
|                                                             |                                   |
| Ekipe                                                       | Valencia C.F. • Valencia Mestalla |
|                                                             |                                   |
| Stadioni                                                    | Estadio Mestalla • Nou Mestalla   |
|                                                             |                                   |
| Povezani članci                                             | Los Che                           |

| Valencia Club de Fútbol                                     | Valencia Club de Fútbol           |
| ----------------------------------------------------------- | --------------------------------- |
|                                                             |                                   |
| Igrači • Treneri • Statistika • Sezone • Trofeji • Povijest |                                   |
|                                                             |                                   |
| Ekipe                                                       | Valencia C.F. • Valencia Mestalla |
|                                                             |                                   |
| Stadioni                                                    | Estadio Mestalla • Nou Mestalla   |
|                                                             |                                   |
| Povezani članci                                             | Los Che                           |